# Venus, salón de belleza
Venus, salón de belleza (título original en francés Vénus beauté (institut); en México, Argentina y Rep. Dominicana titulada La belleza de Venus ), es una película de comedia-romántica francesa de 1999 dirigida por Tonie Marshall y protagonizada por Nathalie Baye, Mathilde Seigner, Bulle Ogier y Audrey Tautou. La historia se centra en tres empleadas de un salón de belleza y su búsqueda de amor y felicidad.
Ganó el Premio César a la mejor película , mejor director , mejor guion y mejor actriz de revelación, con un total de siete nominaciones.

## Sinopsis
Vénus es un salón de belleza de barrio en el que, además de los tratamientos estéticos, se dan consejos, se escuchan los problemas graves o leves de las clientas. Se venden cremas, elixires, relajación, sol de mentira. Nadine es la dueña y tiene tres esteticistas: Samantha, Marie y Angèle. Angèle hace tiempo que trabaja allí. Se ha amoldado perfectamente a aquel universo rosa, atenta y tranquila, desconectada del tiempo y del ruido.

## Reparto
- Nathalie Baye como Angèle.
- Audrey Tautou como Marie.
- Mathilde Seigner como Samantha.
- Samuel Le Bihan como Antoine.
- Bulle Ogier como Nadine.
- Jacques Bonnaffé como Jacques.
- Robert Hossein como el piloto.
- Micheline Presle como Maryse.
- Emmanuelle Riva como Lyda.
- Édith Scob como la clienta.
- Claire Nebout como la clienta.
- Catherine Hosmalin como la clienta.
- Liliane Rovère como la clienta.
- Claude Jade como la clienta lesbiana.
- Brigitte Roüan como la clienta depresiva.
- Claire Denis como la clienta asmática.
- Marie Rivière como la clienta.
- Elli Medeiros como Evelyne.
- Romain Goupil como Dr. Fremond
- Hélène Fillières

## Taquilla
La película tuvo un presupuesto de $2.9 millones y después de su estreno logró recaudar $7.4 millones en total.
}}

## Reconocimiento

### Premios César
- Mejor Película - Ganadora
- Mejor Director a Tonie Marshall - Ganador
- Mejor Actriz a  Nathalie Baye - Nominada
- Mejor Actriz de reparto a Bulle Ogier - Nominada
- Mejor Actriz de reparto a  Mathilde Seigner - Nominada
- Mejor Actriz de revelación a Audrey Tautou - Ganadora
- Mejor guion a Tonie Marshall - Ganador